# Lady Lou
Pour plus de détails, voir Fiche technique et Distribution.
Lady Lou (titre original : She Done Him Wrong) est un film américain réalisé par Lowell Sherman sorti en 1933.

## Synopsis
Lou traite les hommes comme Hollywood traite les gens qui veulent s'y faire une place au soleil, aussi longtemps qu'ils sont à leur sommet, elle est de leur côté, lorsque la vie les malmène, elle
est déjà passée au suivant. Mais un jour, elle s'éprend du policier chargé de l'inculper, car elle tient un établissement louche…

## Fiche technique
- Titre : Lady Lou
- Titre original : She Done Him Wrong
- Réalisation : Lowell Sherman
- Scénario : Mae West, Harry Thew, John Bright, d'après la pièce de théâtre Diamond Lil de Mae West
- Photographie : Charles Lang
- Musique : Ralph Rainger, Shelton Brooks, John Leipold et Stephan Pasternacki
- Photographe de plateau : Elwood Bredell (non crédité)
- Producteur : William LeBaron
- Société de production : Paramount Pictures
- Langue : anglais
- Genre : Comédie dramatique

- Durée : 66 minutes (1 h 6)
- Date de sortie : 1933

## Distribution
- Mae West : Lady Lou

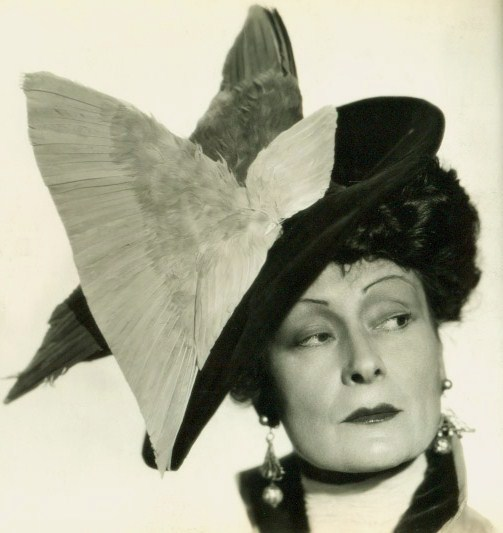
Rafaela Ottiano

- Cary Grant (VF : René Fleur) : Capt. Cummings
- Owen Moore : Chick Clark
- Gilbert Roland : Serge Stanieff
- Noah Beery Sr. : Gus Jordan
- David Landau : Dan Flynn
- Rafaela Ottiano : Rita
- Dewey Robinson : Spider Kane
- Rochelle Hudson : Sally
- Tammany Young : Chuck Connors
- Fuzzy Knight : Rag Time Kelly
- Grace La Rue : Frances
- Robert E. Homans : Doheney
- Louise Beavers : Pearl
- Aggie Herring (non créditée) : Mme Flaherty